# Demétrio de Uglitch
Demétrio Ivanoviche (em russo:  Дмитрий Иванович, 19 (29, de acordo com o calendário gregoriano) de outubro de 1582, Moscou, Czarado da Rússia - 15 (25) de maio de 1591, Uglitch, Czarado da Rússia), também conhecido como Demétrio de Uglitch (em russo:  Дмитрий Угличск) ou Demétrio de Moscou (em russo:  Дмитрий Московский), foi príncipe de Uglitch, filho mais novo de Ivan, o Terrível, e de Maria Feodorovna Nagaia, sua sexta ou sétima esposa.
Ele viveu apenas oito anos, mas a crise política, amplamente associada à sua misteriosa morte (Tempo de Dificuldades), durou pelo menos 22 anos após seu falecimento (ver: Falso Demétrio).
Canonizado em 1606 como o abençoado Tsarevich Demétrio de Uglitch, "Milagreiro de Uglitch, Moscou e toda a Rússia" (dia da comemoração - 15 de maio do calendário juliano / 28 de maio do calendário gregoriano). Um dos santos russos mais reverenciados.